# Татарстанские социальные чеки

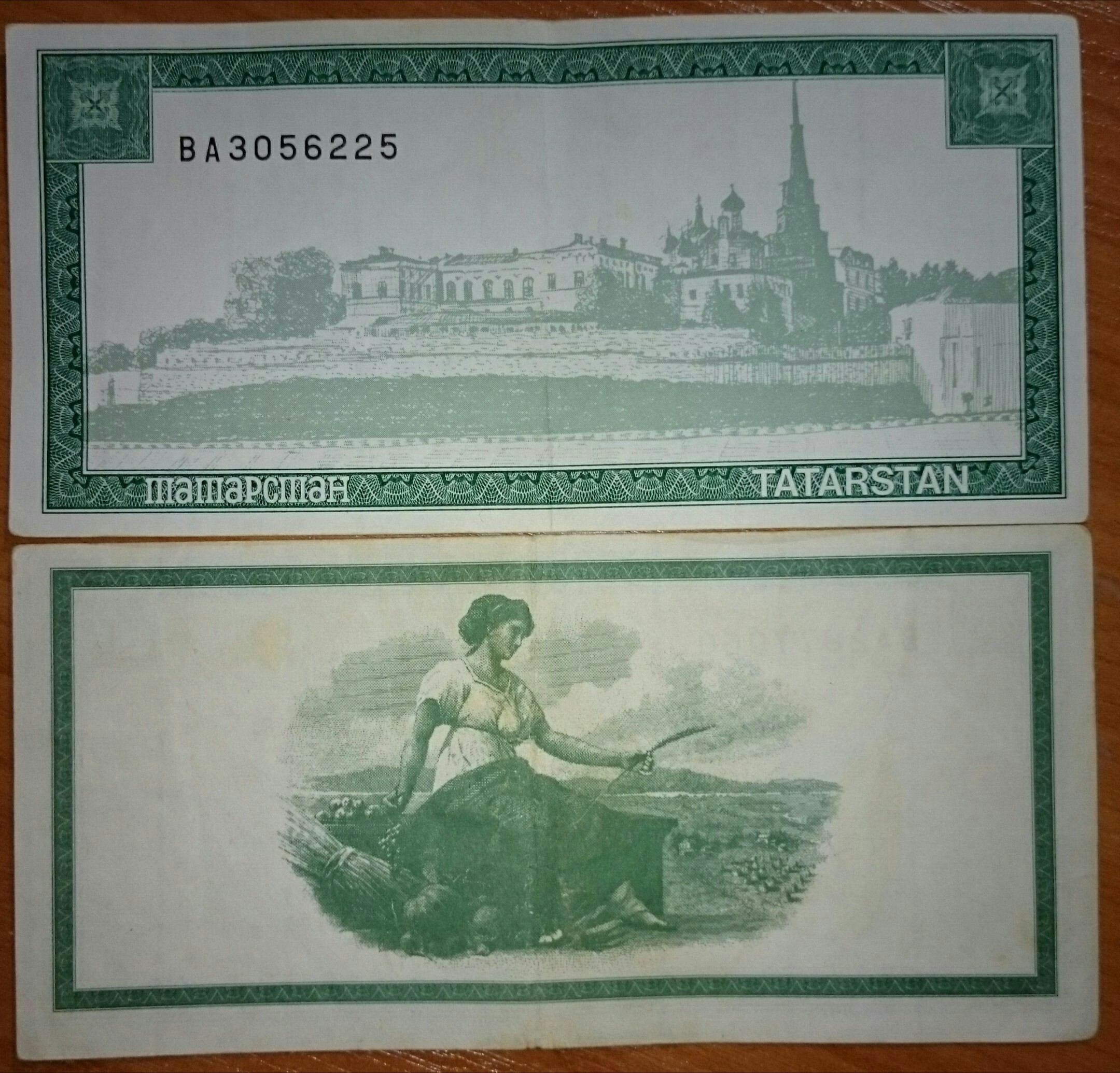
Татарстанские социальные чеки (лицевая и оборотная стороны) 1996 года в 5000 рублей

Татарстанские социальные чеки — суррогатное платёжное средство (эрзац-деньги), выдаваемое органами социальной защиты малоимущим жителям Татарстана для приобретения продовольственных и бытовых товаров народного потребления ограниченного перечня, а также при платежах квартплаты и услуг ЖКХ. Введены властями республики для социальной поддержки малоимущих жителей Татарстана в связи с либерализацией цен. Были предписаны к принятию наравне с рублями всеми предприятиями торговли республики вне зависимости от формы собственности под гарантии бюджета Татарстана.

## История
Ранее в Татарстане в условиях дефицита в целях нормированного распределения товаров народного потребления для всех категорий граждан выпускались карточки потребителей в виде талонов на приобретение товаров определенных видов, а затем — в виде не привязанной к конкретным товарам эрзац-валюты — татарстанские купоны.
Также в качестве суррогатных денег были выпущены татарстанские жетоны — «хлебный», «коммунальный» (как платёжные средства той же социальной поддержки малоимущих, но более мелкого номинала) и «топливный» (как платёжное средство республиканских органов для оплаты бензина по регулируемой стоимости).
В 2008 году в США были выпущены памятно-сувенирные монеты в «рублях Татарстана», которые платёжным средством в обращении не были.

## Описание
Социальные чеки Республики Татарстан выпускались сначала ежемесячно, при этом цвет банкноты изменялся от месяца к месяцу и использовать их можно было только в соответствующий месяц. Первоначальный размер 64×135 мм. Позже выпускались без привязки к месяцу использования в виде бумажной банкноты уменьшенного формата (50х105 мм). На лицевой стороне чека содержались Герб Татарстана, художественная композиция из Флага Татарстана, силуэт Казанского кремля, виньетки и прочие элементы фона и обрамления. На обратной стороне чека помещались репродукции картин известных художников (в разных светло-пастельных тонах).